# 罗城镇 (高台县)
罗城镇，是中华人民共和国甘肃省张掖市高台县下辖的一个乡镇级行政单位。
2015年，甘肃省民政厅批复同意撤销罗城乡，设立罗城镇。

## 行政区划
罗城镇下辖以下地区：
张墩村、花墙村、河西村、常丰村、天城村、侯庄村、下庄村、万丰村、罗城村、红山村、桥儿湾村、盐池村和双丰村。